# Piégros-la-Clastre
Piégros-la-Clastre est une commune française située dans le département de la Drôme, en région Auvergne-Rhône-Alpes.
Ses habitants sont dénommés les Clastrois.

## Géographie

### Localisation

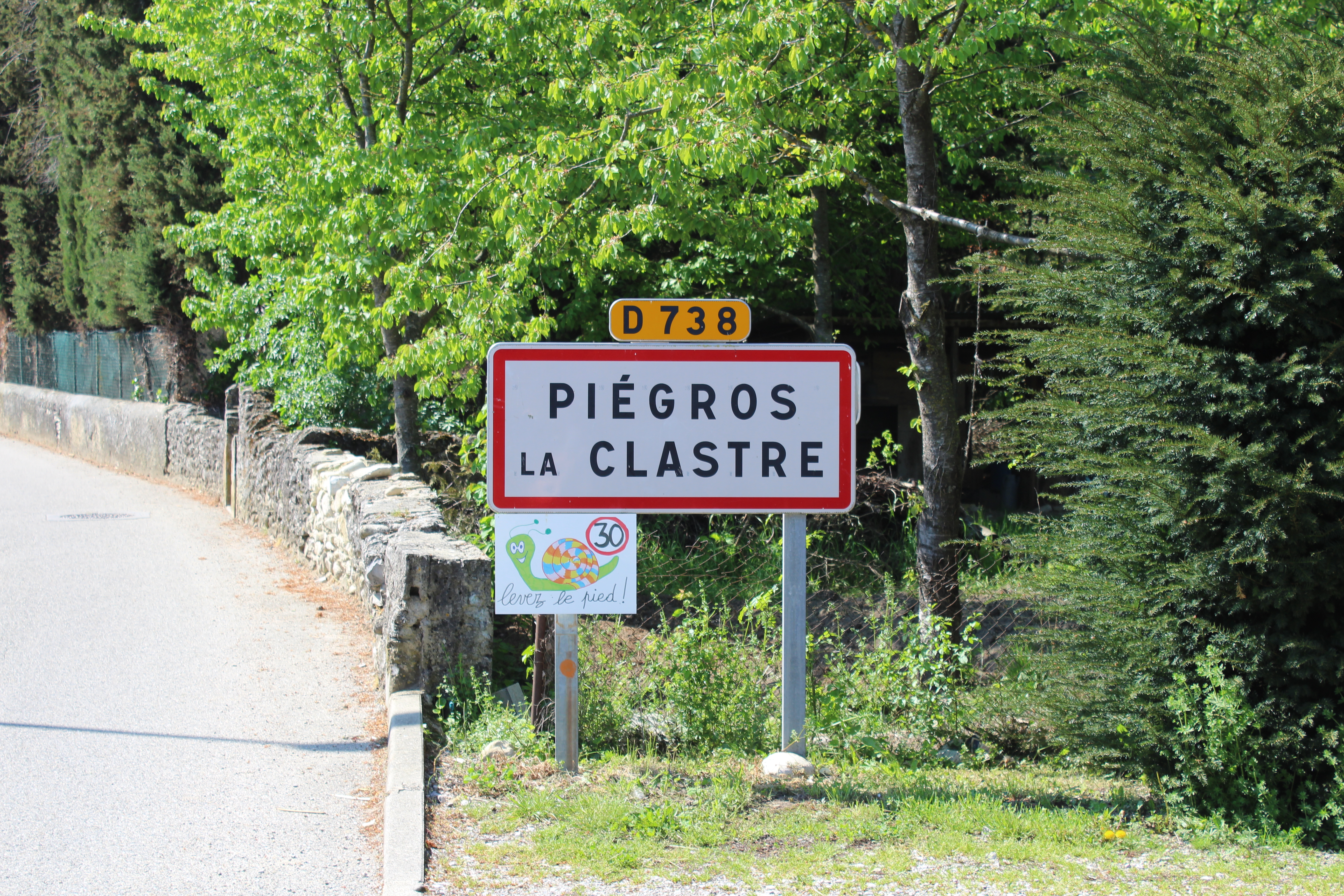
Panneau du village.

Piégros-la-Clastre se trouve dans le quart sud-est de la France. Le village est situé à 11 km à l'est de Crest (chef-lieu du canton), à 41 km de Valence (préfecture du département) mais aussi à 122 km de Grenoble, à 142 km de Lyon, à 220 km de Marseille et 603 km de Paris.

### Communes limitrophes
| Aouste-sur-Sye | Mirabel-et-Blacons | Mirabel-et-Blacons |
| Aouste-sur-Sye | Piégros-la-Clastre | Aubenasson         |
| Aouste-sur-Sye | Saou               | Saou               |

### Relief et géologie

#### Relief

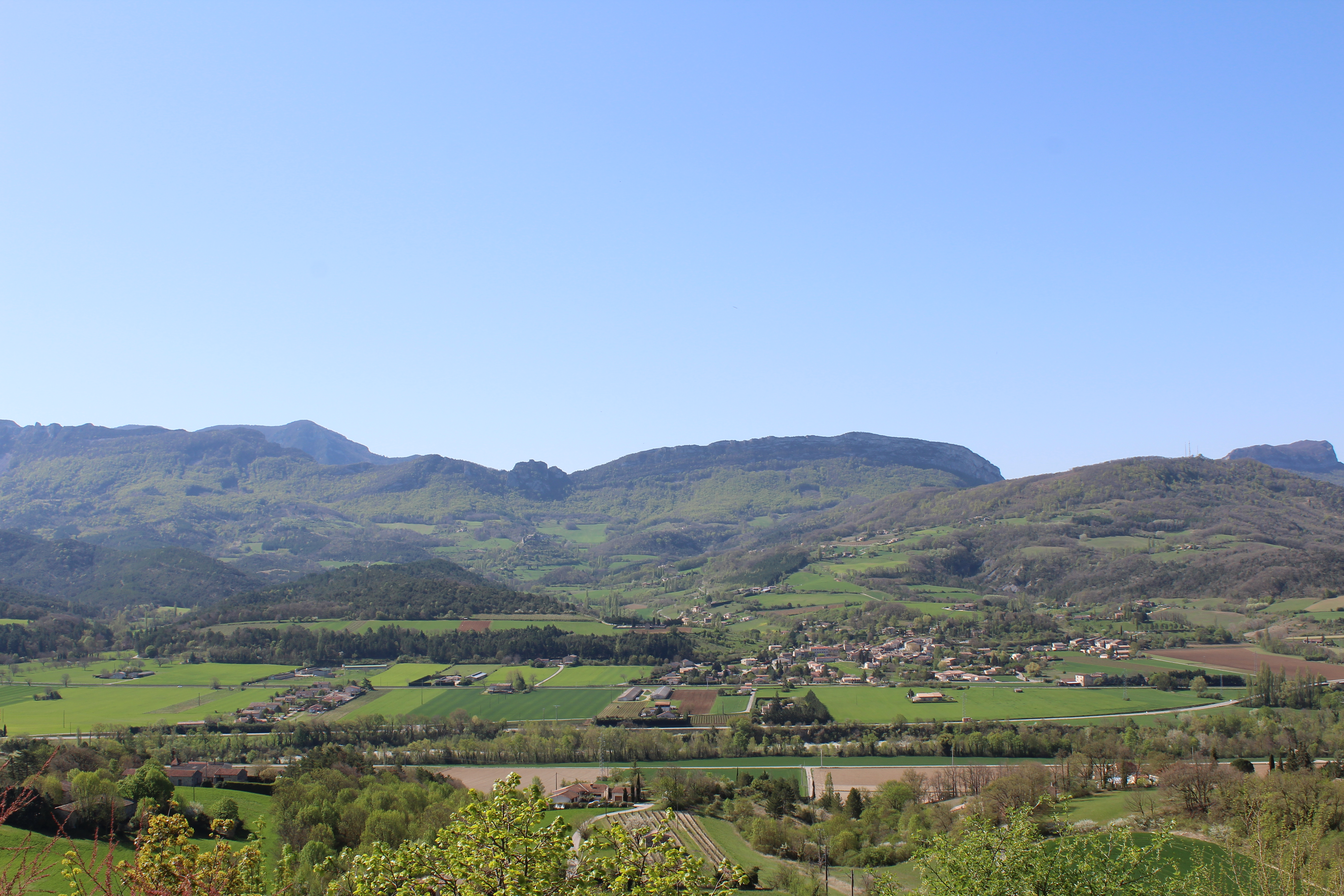
Vue de la commune de Piégros-la-Clastre.

L'altitude minimum et maximum de la commune va de 198 à 963 mètres.
La commune est composée de trois espaces :
- la plaine de la Drôme, très plate, avec un espace agricole ouvert et les lignes d'arbres qui accompagnent la rivière ;
- la zone des collines, divisé en de nombreux petits vallons qui remontent vers le sud, avec quelques reliefs distincts et une mosaïque de parcelles agricoles plus ou moins enserrées dans des massifs boisés ;
- les pentes, essentiellement boisées, qui remontent vers la crête de Saou.

#### Géologie
Le sol de Piégros-la-Clastre est composé de formations sédimentaires et argileuses dont la marne et la molasse.

### Hydrographie

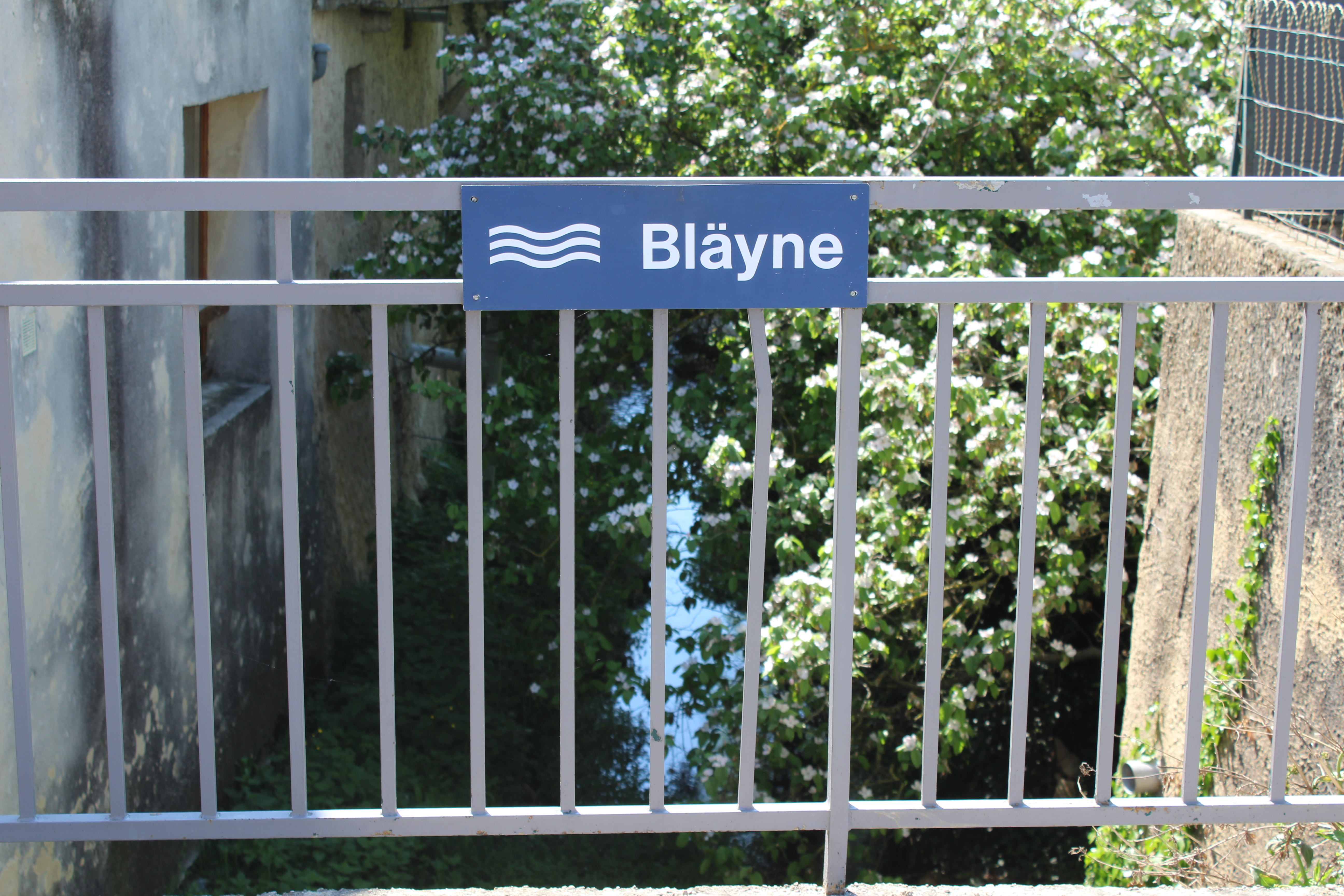
Ruisseau de Blayne.

La rivière Drôme, qui donne son nom au département, passe au nord de la commune de Piégros-la-Clastre. Le village est traversé par l'un de ses affluents, le ruisseau de Blayne.
La commune contient plusieurs ruisseaux comme le ruisseau des Bois, le ruisseau de Blanc, le ruisseau de Rabibois ou encore le ruisseau des Gorces.

### Climat
Pour des articles plus généraux, voir Climat d'Auvergne-Rhône-Alpes et Climat de la Drôme.
En 2010, le climat de la commune est de type climat méditerranéen altéré, selon une étude du Centre national de la recherche scientifique s'appuyant sur une série de données couvrant la période 1971-2000. En 2020, Météo-France publie une typologie des climats de la France métropolitaine dans laquelle la commune est exposée à un climat de montagne ou de marges de montagne et est dans la région climatique Alpes du sud, caractérisée par une pluviométrie annuelle de 850 à 1 000 mm, minimale en été.
Pour la période 1971-2000, la température annuelle moyenne est de 12,8 °C, avec une amplitude thermique annuelle de 17,6 °C. Le cumul annuel moyen de précipitations est de 999 mm, avec 7,6 jours de précipitations en janvier et 4,9 jours en juillet. Pour la période 1991-2020, la température moyenne annuelle observée sur la station météorologique de Météo-France la plus proche, « Beaufort-S-Gervanne », sur la commune de Beaufort-sur-Gervanne à 10 km à vol d'oiseau, est de 12,8 °C et le cumul annuel moyen de précipitations est de 936,4 mm,. Pour l'avenir, les paramètres climatiques de la commune estimés pour 2050 selon différents scénarios d'émission de gaz à effet de serre sont consultables sur un site dédié publié par Météo-France en novembre 2022.

### Voies de communication et transports

#### Réseau routier

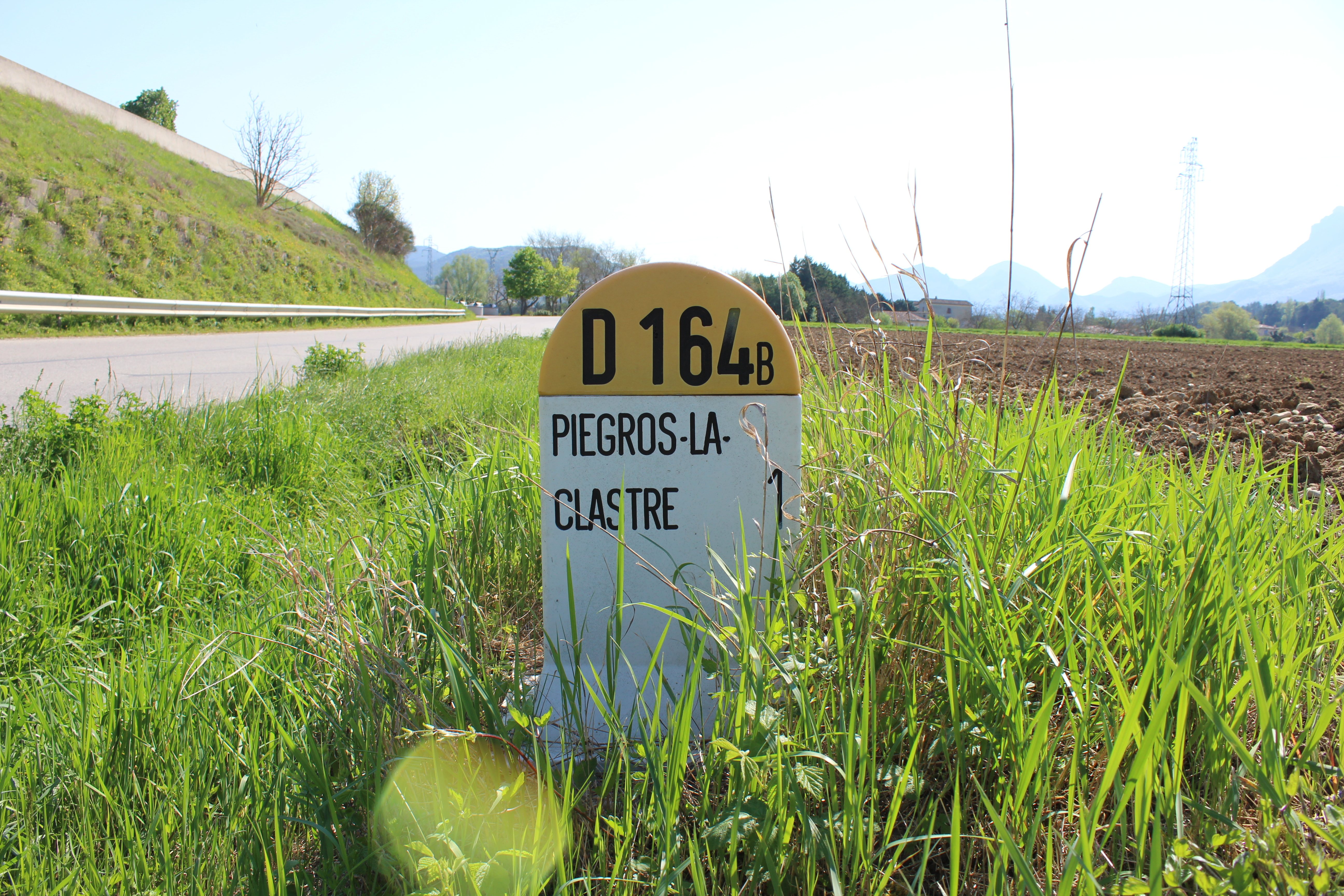
Borne kilométrique de la D 164B à l'entrée du village.

La commune est traversée par la D104 qui donne à l'ouest sur Loriol-sur-Drôme et à l'est sur le Diois, après Piégros-la-Clastre, direction Die, la départementale est nommée « La Route du Diois ».

Le village est desservi par la D164B.
Le village est à 27 km de l'autoroute A7 en la prenant à Loriol-sur-Drôme et à 52,6 km de l'autoroute A49. L'A7 menant au nord à Lyon et au sud à Marseille et l'A49 menant à Grenoble et aux Alpes.

#### Réseau ferroviaire

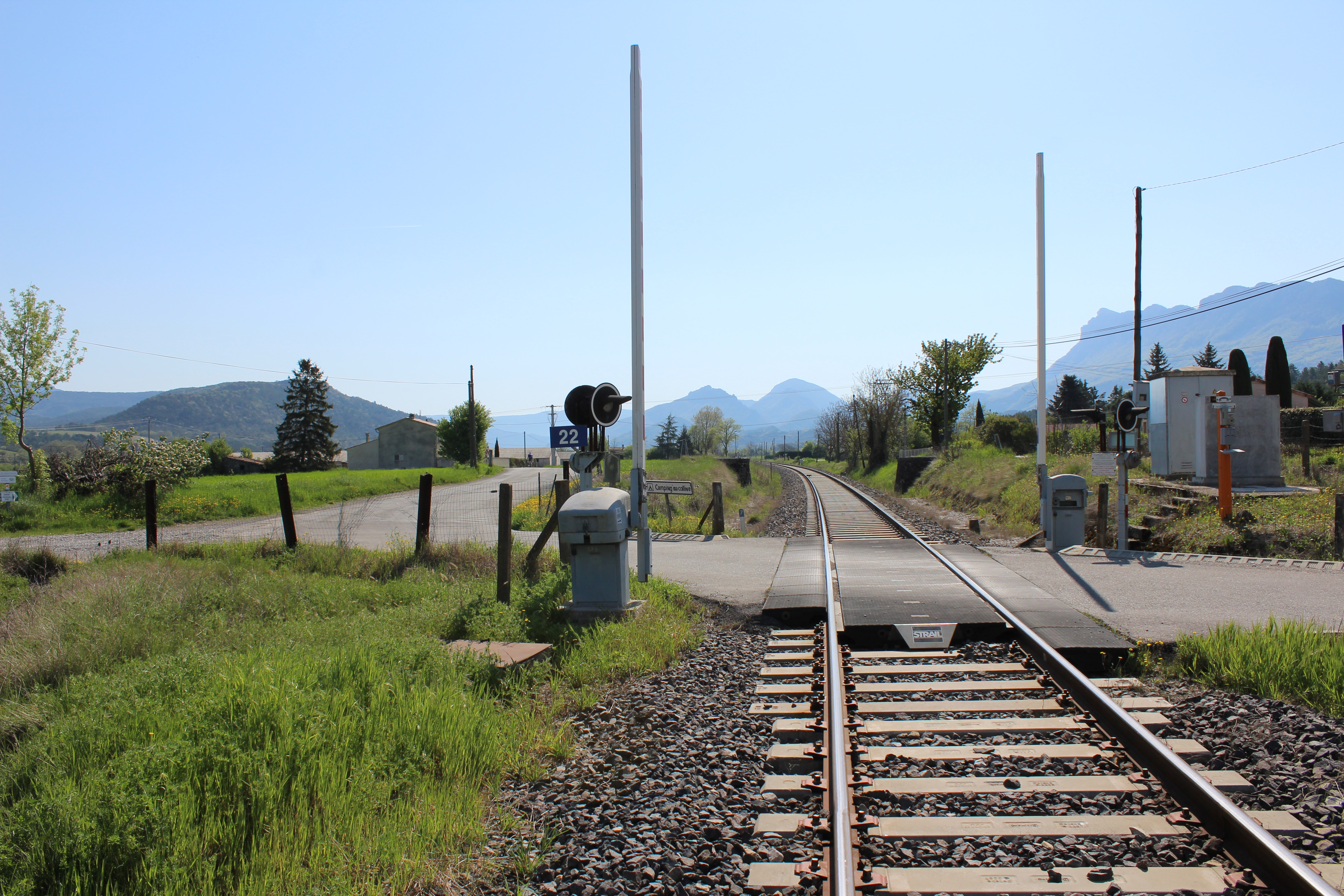
Chemin de fer et route départementale traversant la commune.

La commune de Piégros-la-Clastre est traversée par une ligne ferroviaire allant de Livron à Aspres-sur-Buëch où circulent les TER Provence-Alpes-Côte d'Azur et TER Auvergne-Rhône-Alpes Les gares les plus proches se trouvent à Crest et à Saillans.
Le plus proche accès en TGV se fait par la gare de Valence ville, situé à 39 km, ou par la gare Valence TGV d'Alixan situé à 47,9 km.

#### Transports en commun

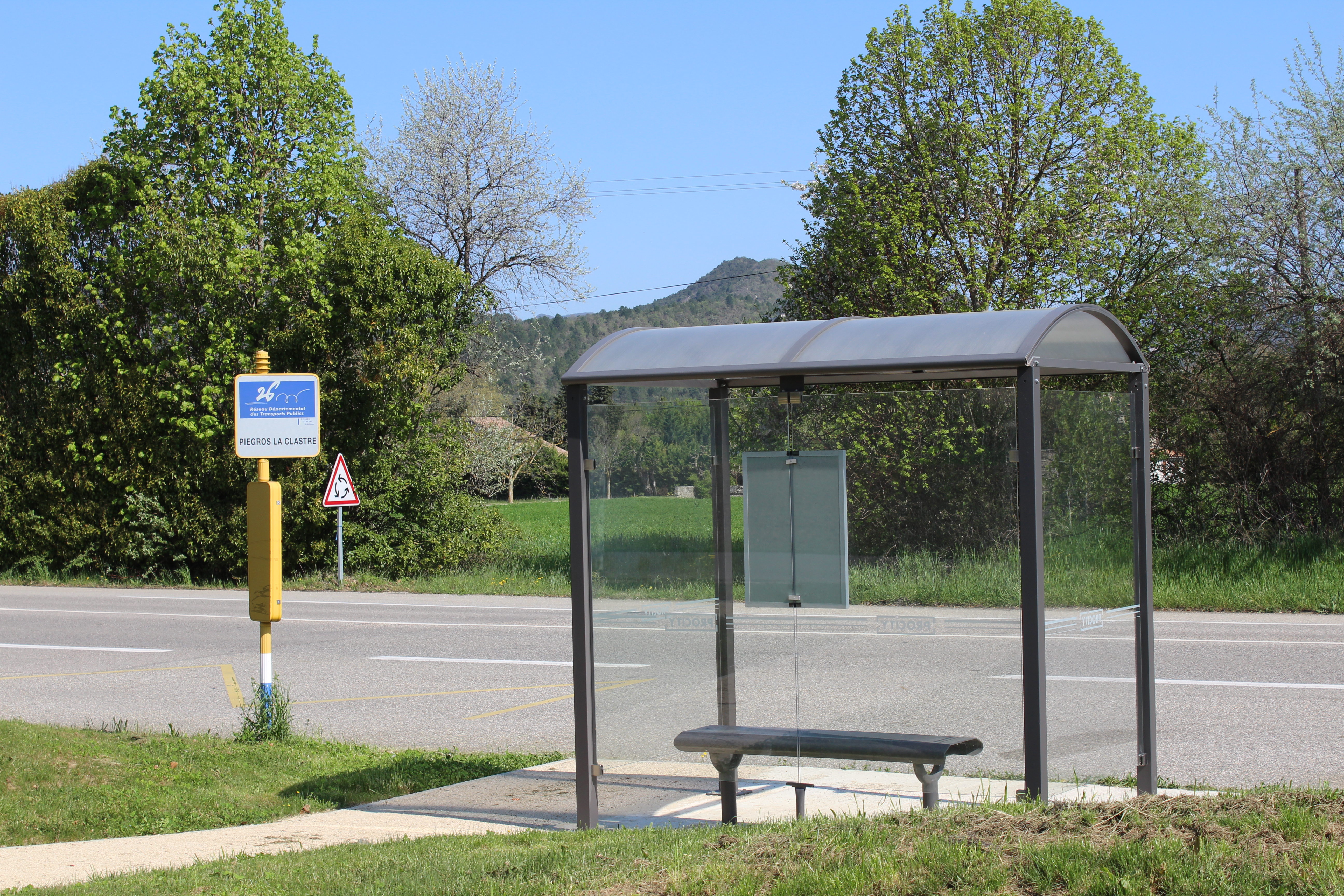
Arrêt de bus de Piégros-la-Clastre.

La commune est reliée aux autres communes de la Drôme par la ligne de bus 28 allant de Valence à Luc-en-Diois du réseau départemental.
La commune dispose également d'un parking de covoiturage à la sortie du village à proximité du rond-point de la D104.

## Urbanisme

### Typologie
Au 1er janvier 2024, Piégros-la-Clastre est catégorisée commune rurale à habitat dispersé, selon la nouvelle grille communale de densité à 7 niveaux définie par l'Insee en 2022.
Elle appartient à l'unité urbaine de Crest, une agglomération intra-départementale dont elle est une commune de la banlieue,. Par ailleurs la commune fait partie de l'aire d'attraction de Crest, dont elle est une commune de la couronne,. Cette aire, qui regroupe 17 communes, est catégorisée dans les aires de moins de 50 000 habitants,.

### Occupation des sols
L'occupation des sols de la commune, telle qu'elle ressort de la base de données européenne d’occupation biophysique des sols Corine Land Cover (CLC), est marquée par l'importance des forêts et milieux semi-naturels (53,5 % en 2018), une proportion sensiblement équivalente à celle de 1990 (54,1 %). La répartition détaillée en 2018 est la suivante : 
forêts (52,7 %), zones agricoles hétérogènes (16,6 %), terres arables (14,3 %), prairies (14 %), zones urbanisées (1,6 %), espaces ouverts, sans ou avec peu de végétation (0,8 %). L'évolution de l’occupation des sols de la commune et de ses infrastructures peut être observée sur les différentes représentations cartographiques du territoire : la carte de Cassini (XVIIIe siècle), la carte d'état-major (1820-1866) et les cartes ou photos aériennes de l'IGN pour la période actuelle (1950 à aujourd'hui).

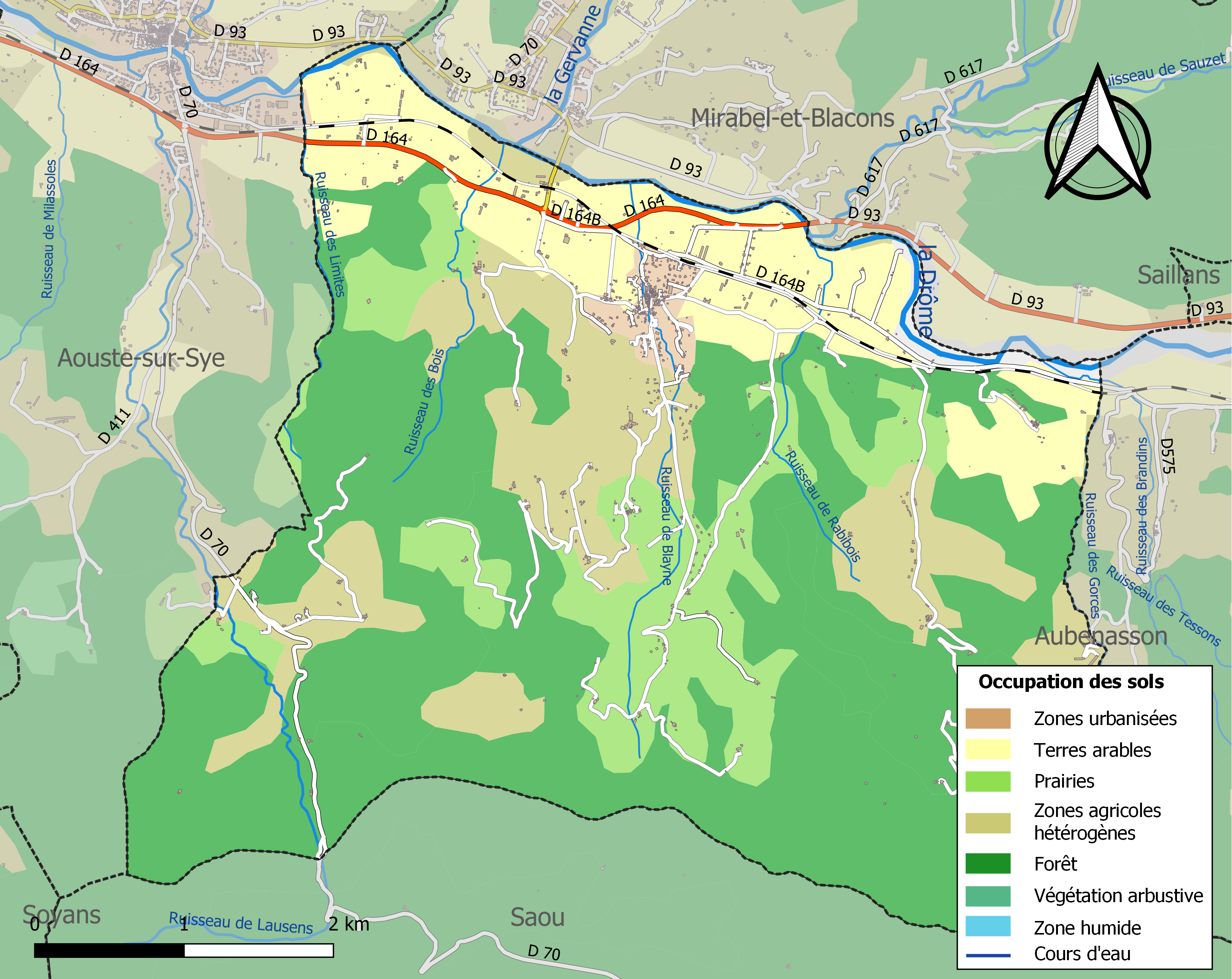
Carte des infrastructures et de l'occupation des sols de la commune en 2018 (CLC).

### Morphologie urbaine
La commune est délimitée au nord par la Drôme et au sud par les crêtes du Faucon.

Elle possède deux centres : Piégros a été le chef-lieu de la commune avant d'être progressivement abandonné dès le XIXe siècle. La Clastre s'est créée autour de son église et a remplacé Piégros comme chef-lieu.
La commune est à l'écart des grands flux de circulation, avec un tissu urbain ancien très dense et peu accessible, et un développement urbain récent périphérique et peu organisé.

### Logement
Il y a eu une forte augmentation des résidences principales entre 1982 et 2007, c'est une tendance qui se stabilise entre 2007 et 2013. Le nombre de logements vacants a diminué jusqu'en 1990 puis a augmenté jusqu'en 2007 (chiffres stables en 2012). La tendance pour les résidences secondaires est inverse.
Caractéristiques de la commune en matière de logement et d'habitat :
- 21 % de logements construits récemment (1991 à 2005, phase de croissance particulièrement rapide) ;
- taux très important de maisons individuelles (92,3 %) et de très grands logements (54,5 % de 5 pièces ou plus en 2013) ;
- un décalage entre la taille des logements et la taille des ménages, il y a un déficit notable en petits logements ;
- une offre locative très faible (17 %) : niveau insuffisant d'offre locative privé et/ou social ;
- une typologie contrastée, avec un manque de formes d'habitat intermédiaires (habitat individuel groupé, « intermédiaire »).

### Aménagement du territoire
La commune de Piégros-la-Clastre s'inscrit dans le schéma de cohérence territoriale (SCOT) de la Vallée de la Drôme Aval. Celui-ci définit les grandes orientations d'aménagements pour les années à venir dans les domaines de l'économie, du tourisme, de l'agriculture, des mobilités, des transports, de l'énergie, de l'environnement et de l'habitat.
Le territoire du SCOT, défini par le préfet le 16 novembre 2015, est formé par les communautés de communes du Crestois et du pays de Saillans et du Val de Drôme. Il comprend 45 communes et s'étend sur 834,4 km2 pour une population de 44 566 habitants. Le syndicat mixte de la Vallée de la Drôme Aval est chargée d'élaborer ce SCOT, qui a pour objectif de l'approuver en mai 2020.
La colline de Pigeovent accueille trois pylônes dont deux dédiés à la radiodiffusion, à la télédiffusion et au réseau de téléphonie mobile. Ce site de diffusion, référencé sous le nom Beaufort-sur-Gervanne/Puyjovent, est exploité par les entreprises TDF et ITAS TIM (rachetée par cette première en 2016,), diffusant respectivement les multiplex R1 et R3 pour l'une puis, R2, R4, R6 et R7 pour la seconde. Il fut incendié par un collectif libertaire en juin 2017,.

### Risques naturels et technologiques
La prévention des risques est encadrée par plusieurs documents :
- 1999 : le schéma départemental des carrières du 17 juillet 1999.
- 2016-2021 : un plan de gestion des risques d'inondation pour le bassin Rhône - Méditerranée, approuvé le 7 décembre 2015 ;
- 2008 : un plan de prévention des risques prescrit sur le territoire communal par arrêté préfectoral du 11 décembre 2008 ;
- 2010 :le décret no 2010-1255 définissant les zonages sismiques en France ;
- une cartographie départementale de l'aléa retrait-gonflement des sols argileux ;
- un plan départemental de protection des forêts ;

#### Risques naturels
- Feu de forêt
- Glissement de terrain
- Inondation
  - Le 14 novembre 2002, le ruisseau de Blayne, grossi par les pluies torrentielles, est sorti de son lit pour dévaler en torrent, atteignant par endroits un mètre de hauteur dans les rues du village[réf. nécessaire].
- Retrait-gonflement des sols
- Séisme (aléa moyen)

#### Risques technologiques
- Ligne de transport d'électricité
- Transport de marchandises dangereuses

## Toponymie
La commune se nomme Piegròs e la Clastra en occitan[réf. nécessaire].

### Attestations
Piégros
Dictionnaire topographique du département de la Drôme :
- 1332 : Podium grossum (Gall. christ., XVI, 129).
- XIVe siècle : mention de la paroisse : Capella de Podio Grosso (pouillé de Die).
- 1391 : Puy Gros (choix de docum., 214).
- 1415 : mention de la paroisse : Cura de Podio Grosso (pouillé de Die).
- 1421 : Puigros (Duchesne : Comtes de Valentinois, 6).
- 1509 : mention de l'église Saint-André : Ecclesia Beati Andree de Podiogrosso (visites épiscopales).
- XVIIe siècle : Piedgros (inventaire de la chambre des comptes).
- 1891 : Piégros, village de la commune de Piégros-la-Clastre.
- 1891 : Piégros-la-Clastre, commune du canton de Crest-Sud.

La Clastre
Dictionnaire topographique du département de la Drôme :
- 1509 : mention de la commanderie des antonins : Preceptoria Podiigrossi (visites épiscopales).
- 1591 : La Cloistre (archives de la Drôme, E 4025).
- 1598 : mention de la commanderie des antonins : La commanderie de Saint-Méard de la Clastre de Puygros (visites épiscopales, 1078).
- 1631 : La Clastre au mandement de Piégros (visites épiscopales).
- 1891 : La Clastre, village, chef-lieu de la commune de Piégros-la-Clastre.

### Étymologie
Piégros-la-Clastre est composé de deux anciens villages aux origines différentes.
- Piégros signifierait « sur un promontoire »[réf. nécessaire].
- La Clastre est de la même famille que le mot « cloître »[réf. nécessaire].

## Histoire

### Du Moyen Âge à la Révolution

#### Piégros
Le village se construit autour du château féodal.
La seigneurie :
- Au point de vue féodal, la communauté de Piégros formait, à l'origine, deux terres ou seigneuries, qui furent unies dans le cours du XVIe siècle : Piégros et Saint-Médard (voir ce nom).
- Celle de Piégros était du fief des comtes de Valentinois.
- 1358 : la terre est inféodée aux Poitiers-Saint-Vallier.
- 1528 : elle est vendue aux Sauvain du Cheylard.
- Passe (par mariage) aux Lers.
- 1769 : vendue aux Clerc de la Devèze, derniers seigneurs.

1781 (démographie) : 650 habitants.
Avant 1790, Piégros était une communauté de l'élection de Montélimar et de la subdélégation et sénéchaussée de Crest, formant une paroisse du diocèse de Die, dont l'église, dédiée à saint André, était une dépendance de l'ordre de Saint-Antoine et de la commanderie de Saint-Médard, commanderie dont le titulaire était collateur et décimateur dans la paroisse de Piégros (voir Saint-Médard et la Clastre).

#### La Clastre
Le village se construit, plus bas, autour du monastère, près de la route et de la rivière.
L'église de ce village est celle d'un prieuré de l'ordre de Saint-Augustin, qui, premièrement établi au quartier de Saint-Médard (voir ce nom), même commune, est transféré à la Clastre au début du XIIIe siècle.

Vers 1304, le prieuré est converti en une commanderie d'Antonins de laquelle dépendent les prieurés de Brisans, d'Omblèze, d'Eygluy, de Saint-Sauveur et de Suze, et dont le titulaire avait la collation de la cure et les dîmes de la paroisse de Piégros.

#### Saint-Médard
Attestations :
- 1145 : le château : Castrum Sancti Medardi (cartulaire de Die, 34).
- 1165 : le prieuré : Abbatia Sancti Medardi (cartulaire de Die, 20).
- 1277 : le prieuré : Domus Sancti Medardi (Duchesne : Comtes du Valentinois, 11).
- 1304 : le prieuré : Monasterium Sancti Medardi (archives de la Drôme, fonds de Sainte-Croix).
- XIVe siècle : le prieuré : Prioratus Sancti Medardi (pouillé de Die).
- 1391 : le château : Le Chastel de Saint Médart (choix de docum., 213).
- 1450 : la paroisse : Cura de Sancto Medardo (Rev. de l'évêché de Die).
- 1575 : le château : Sainct Méard (archives de la Drôme, E 2318).
- XVIIIe siècle : le château : Saint Médar près Piégros (inventaire de la chambre des comptes).
- 1891 : Saint-Médard : chapelle ruinée et quartier de la commune de Piégros-la-Clastre.

La seigneurie :
- Saint-Médard est le chef-lieu féodal de toute la partie montagneuse de la commune de Piégros-la-Clastre.
- La terre est premièrement possédée par les Arnaud de Crest.
- 1145 : elle est hommagée aux évêques de Die.
- Passe à une famille de son nom.
- 1347 : une moitié est aliénée et passe aux Blayn.
- Milieu XIVe siècle : les Saint-Médard donnent leur moitié restante aux comtes de Valentinois.
- 1374 : la terre est apanagée aux Poitiers-Saint-Vallier qui la rattachent à la seigneurie de Piégros.
- Vers 1575 : la moitié des Blayn passe aux Tardivon. Elle sera ensuite acquise par les seigneurs de Piégros.

L'ancienne abbaye de chanoines réguliers devient au XIIe siècle un simple prieuré de l'ordre de Saint-Ruf. Le monastère de Saint-Médard fut ensuite transféré à la Clastre (voir ce
nom), où il devint eu 1304 une commanderie de l'ordre de Saint-Antoine.
Au XVe siècle, le quartier de Saint-Médard formait une paroisse distincte de celle de Piégros, mais cet état de choses ne dura pas longtemps. En 1891, il y avait encore, dans ce lieu, une chapelle rurale Saint-Médard, qui était un but de pèlerinage.

### De la Révolution à nos jours
En 1790, la communauté de Piégros devient une municipalité du canton d'Aouste. La réorganisation de l'an VIII en fait une commune du canton de Crest-Sud.
1872 : le chef-lieu de la commune est transporté au hameau de la Clastre et la commune prend le nom de Piégros-la-Clastre[réf. nécessaire].

## Politique et administration

### Tendances politiques et résultats

#### Élections présidentielles
En 2017, les électeurs de la commune ont voté en majorité pour Emmanuel Macron, qui sera élu président de la République (358 voix, 69,92 % des suffrages exprimés). Le taux de participation s'élevait à 78,71 % (599 votants sur 761 inscrits).
En 2012, ils avaient voté pour François Hollande (313 voix, 56,09 % des suffrages exprimés). Le taux de participation s'élevait à 82,04 % (594 votants sur 724 inscrits).
En 2007, Nicolas Sarkozy n'avait recueilli que 247 voix (43,79 %) contre 317 (56,21 %) pour Ségolène Royal dans la commune. 87,17 % des électeurs avaient voté.

### Administration municipale
L'administration municipale est composé de commissions dont trois sont présidés par le maire Gilles Magnon.

### Listes des maires
| Période                                  | Période                       | Identité              | Étiquette | Qualité |
| ---------------------------------------- | ----------------------------- | --------------------- | --------- | --- |
| Les données manquantes sont à compléter. |                               |                       |           | |
| 1813                                     | 1824                          | Louis Bergier         |           | |
| 1824                                     | 1835                          | Jean-Pierre Magnet    |           | |
| 1835                                     | 1844                          | André Lafont          |           | |
| 1844                                     | 1848                          | Joseph Gorce          |           | |
| 1848                                     | 1870                          | François Bergier      |           | |
| 1870                                     | 1874                          | Jean-Claude Benistant |           | |
| 1874                                     | 1876                          | François Bergier      |           | |
| 1876                                     | 1884                          | Jean-Claude Benistant |           | |
| 1884                                     | 1888                          | Auguste Terrasse      |           | |
| 1888                                     | 1892                          | Cyprien Lantelme      |           | |
| 1892                                     | 1912                          | Auguste Terrasse      |           | |
| 1912                                     | 1925                          | Paulin Bonnafond      |           | |
| 1925                                     | 1933                          | Emile Thorax          |           | |
| 1933                                     | 1944                          | Marius Arbaud         |           | |
| 1944                                     | 1945                          | Auguste Sylvestre     |           | |
| 1945                                     | 1947                          | Marius Arbaud         |           | |
| 1947                                     | 1983                          | Roger Rolland         |           | |
| 1983                                     | 2001                          | René Bergier          |           | |
| 2001                                     | En cours (au 21 juillet 2020) | Gilles Magnon         | DVG       | Agent de maîtrise EDF retraité Président de la communauté de communes du Crestois (2001-2013), puis de la Communauté de communes du Crestois et du pays de Saillans (depuis 2014) |

### Rattachements administratifs et électoraux
Sur le plan de l'organisation juridictionnelle, les juridictions compétentes pour la commune sont le tribunal d'instance de Valence, le tribunal de grande instance de Valence, la cour d'appel de Grenoble, le conseil de prud'hommes de Valence, le tribunal administratif de Grenoble, la cour administrative d'appel de Lyon, la cour d'assises de la Drôme, le tribunal de commerce de Romans-sur-Isère, le tribunal paritaire des baux ruraux de Valence, le tribunal pour enfants de Valence et le tribunal des affaires de sécurité sociale de l'Isère (à Grenoble ou à Vienne) ou des Hautes-Alpes.

### Politique environnementale
La commune de Piégros-la-Clastre s'inscrit dans une politique de développement durable et équilibré des territoires. La commune dispose de schémas régionaux et supranationaux à prendre en compte dans sa planifications communale. On retrouve comme plan de planification (liste non exhaustive) :
- le schéma d'aménagement et de gestion des eaux (SAGE) ;
- le schéma régional climat air énergie (SRCAE) ;
- le schéma régional de cohérence écologique (SRCE).

### Finances locales
Piégros-la-Clastre a une population légale en vigueur au 1er janvier de l'exercice de 871 habitants[Quand ?], la commune s'inscrit dans un groupement fiscalisé de 500 à 2 000 habitants.
Pour l'exercice 2016, les comptes sont les suivants :
| Chiffres clés                                                    | En milliers d'euros | Euros par habitant | Moyenne de la strate en euros par habitant |
| ---------------------------------------------------------------- | ------------------- | ------------------ | ------------------------------------------ |
| Total des produits de fonctionnement                             | 544                 | 624                | 766                                        |
| Total des charges de fonctionnement                              | 452                 | 519                | 628                                        |
| Résultat comptable                                               | 91                  | 105                | 138                                        |
| Total des ressources d'investissement                            | 78                  | 89                 | 351                                        |
| Total des dépenses d'investissement                              | 157                 | 181                | 347                                        |
| Besoin ou capacité de financement de la section d'investissement | 79                  | 91                 | -4                                         |
| Capacité d'autofinancement brute                                 | 95                  | 109                | 147                                        |
| Encours de la dette au 31 décembre                               | 633                 | 727                | 582                                        |
| Fonds de roulement                                               | 246                 | 283                | 397                                        |

## Population et société

### Démographie
L'évolution du nombre d'habitants est connue à travers les recensements de la population effectués dans la commune depuis 1793. Pour les communes de moins de 10 000 habitants, une enquête de recensement portant sur toute la population est réalisée tous les cinq ans, les populations de référence des années intermédiaires étant quant à elles estimées par interpolation ou extrapolation. Pour la commune, le premier recensement exhaustif entrant dans le cadre du nouveau dispositif a été réalisé en 2005.

En 2022, la commune comptait 883 habitants, en évolution de +7,03 % par rapport à 2016 (Drôme : +2,64 %, France hors Mayotte : +2,11 %).
| 1793 | 1800 | 1806 | 1821 | 1831 | 1836 | 1841 | 1846 | 1851 |
| ---- | ---- | ---- | ---- | ---- | ---- | ---- | ---- | ---- |
| 532  | 527  | 581  | 594  | 622  | 700  | 741  | 814  | 850  |

| 1856 | 1861 | 1866 | 1872 | 1876 | 1881 | 1886 | 1891 | 1896 |
| ---- | ---- | ---- | ---- | ---- | ---- | ---- | ---- | ---- |
| 829  | 868  | 867  | 875  | 855  | 822  | 786  | 777  | 814  |

| 1901 | 1906 | 1911 | 1921 | 1926 | 1931 | 1936 | 1946 | 1954 |
| ---- | ---- | ---- | ---- | ---- | ---- | ---- | ---- | ---- |
| 845  | 816  | 826  | 747  | 656  | 641  | 610  | 595  | 562  |

| 1962 | 1968 | 1975 | 1982 | 1990 | 1999 | 2005 | 2006 | 2010 |
| ---- | ---- | ---- | ---- | ---- | ---- | ---- | ---- | ---- |
| 574  | 513  | 492  | 571  | 662  | 755  | 855  | 863  | 845  |

| 2015 | 2020 | 2022 | - | - | - | - | - | - |
| ---- | ---- | ---- | - | - | - | - | - | - |
| 831  | 887  | 883  | - | - | - | - | - | - |

### Enseignement

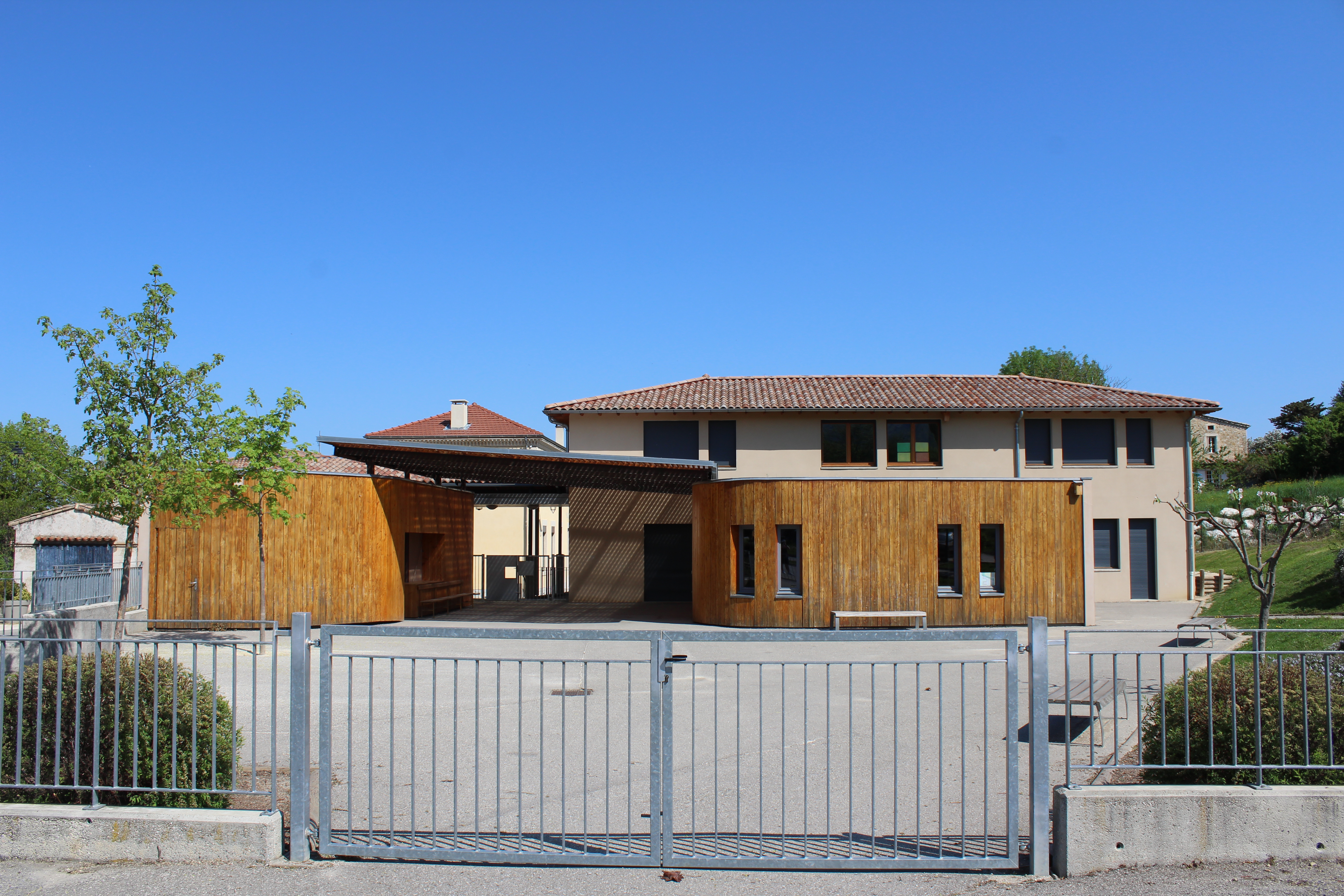
École de Piégros-la-Clastre.

La commune de Piégros-la-Clastre relève de l'académie de Grenoble et fait partie d'un regroupement pédagogique intercommunal avec la commune de Mirabel-et-Blacons. L'école maternelle se situe aux Berthalais, commune de Mirabel-et-Blacons, les CM2 et CM1 se trouvent sur la commune de Mirabel-et-Blacons et les CE2, CE1 et CP se situent sur la commune de Piégros-la-Clastre ainsi que la garderie périscolaire « Les Loupiots » pour les parents partant tôt ou rentrant tard du travail.
Un restaurant scolaire intercommunal (RSI) assure les repas de midi pour les enfants ne pouvant pas rentrer chez eux et un car réalise la navette entre les deux communes matin, midi et soir (financé par la commune).

### Manifestations culturelles et festivités
- La Vogue des Croulants : tous les premiers week-end du mois de septembre, Piégros-la-Clastre organise sa fête de village appelé: La Vogue des Croulants. La vogue a lieu au centre du village sur la place de la fontaine[PC 8].
- Fête (en 1992) : le dimanche avant le 15 août[44].
- Le Festichant : Depuis 2019, au printemps une équipe d'habitants de Piegros-La Clastre et des alentours organisent dans le centre du village, une rencontre de chorales de la vallée de la Drôme et d'ailleurs.
- Les Balcons de la Drôme[PC 9] : organisé le mois de juin, les balcons de la Drôme sont des parcours de randonnées (pédestre ou à vélo) et de trails ayant lieu sur une journée parcourant deux communes de Piégros-la-Clastre et de Mirabel-et-Blacons[45].

### Santé
La commune de Piégros-la-Clastre dispose du centre hospitalier de Crest ainsi que de l'établissement d'hébergement pour personnes âgées dépendantes (EHPAD). Il y a également le centre hospitalier de Valence (pour le département) ou encore le centre hospitalier universitaire (CHU) de Grenoble (pour la région).

### Sports

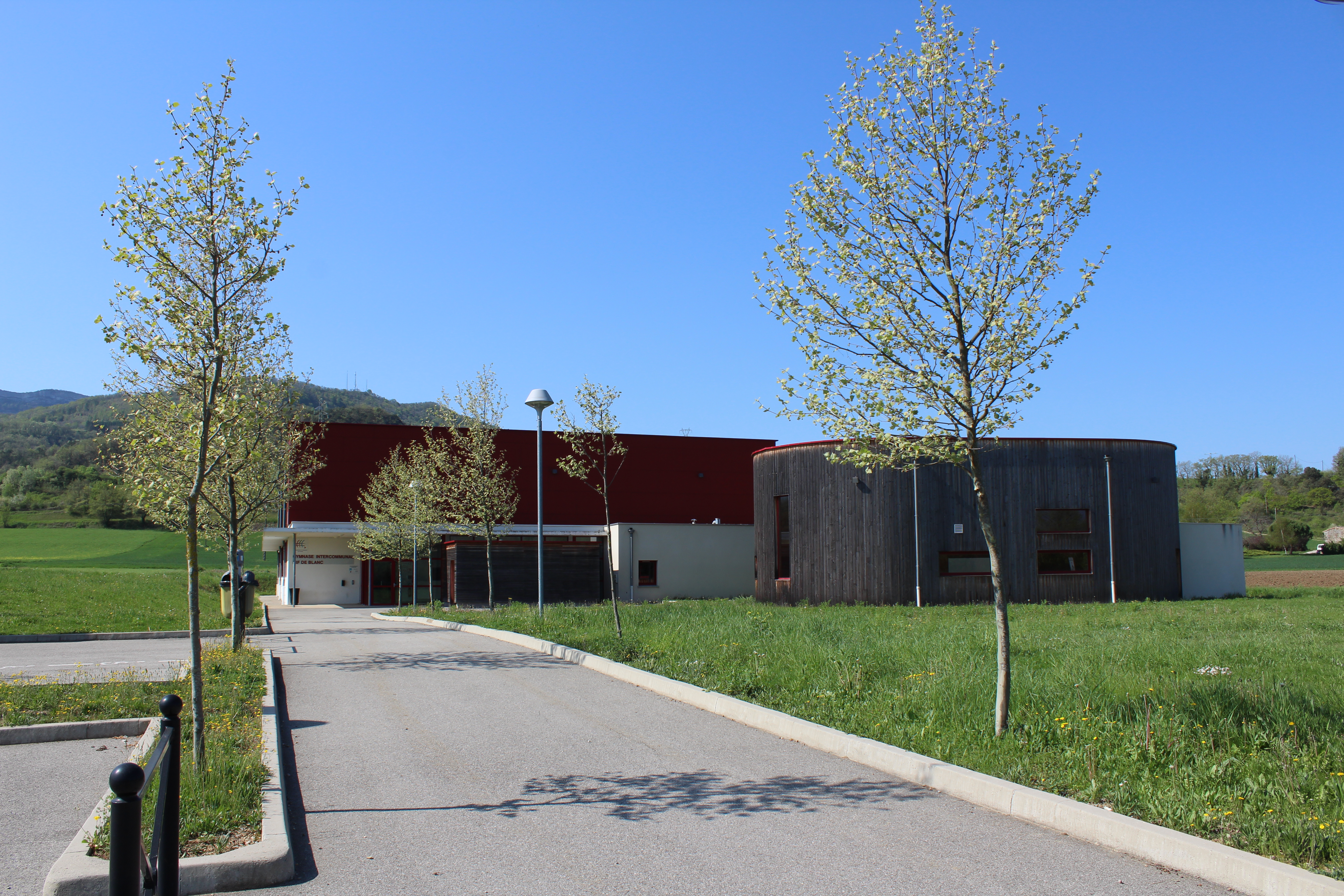
Gymnase intercommunal Rif de Blanc.

La commune de Piégros-la-Clastre accueille le gymnase intercommunal « Rif de Blanc » de la communauté de communes du Crestois et du pays de Saillans.

### Médias
- L'Agriculture drômoise, journal d'informations agricoles et rurales, couvrant l'ensemble du département de la Drôme.
- Le Dauphiné libéré, quotidien régional.
- France Bleu, radio.

### Cultes
L'église paroissiale et la communauté catholique de la commune relèvent de la Paroisse Sainte Famille du Crestois dont la maison paroissiale est située à Crest. Cette paroisse est rattachée au diocèse de Valence.

## Économie
En 1992 : bois, céréales, vignes (vins AOC Clairette de Die), élevage, noix.
- Marché : le mercredi[44].

### Revenus de la population et fiscalité
En 2011, le revenu fiscal médian par ménage était de 30 299 €, ce qui plaçait la Piégros-la-Clastre au 15 325e rang parmi les 31 886 communes de plus de 49 ménages en métropole.

### Emploi
En 2014, la population âgée de 15 à 64 ans s'élevait à 530 personnes, parmi lesquelles on comptait 77,6 % d'actifs dont 88,1 % ayant un emploi et 11,9 % de chômeurs.

## Culture locale et patrimoine

### Lieux et monuments
- Église Saint-André de Piégros-la-Clastre.

#### Piégros: le château médiéval

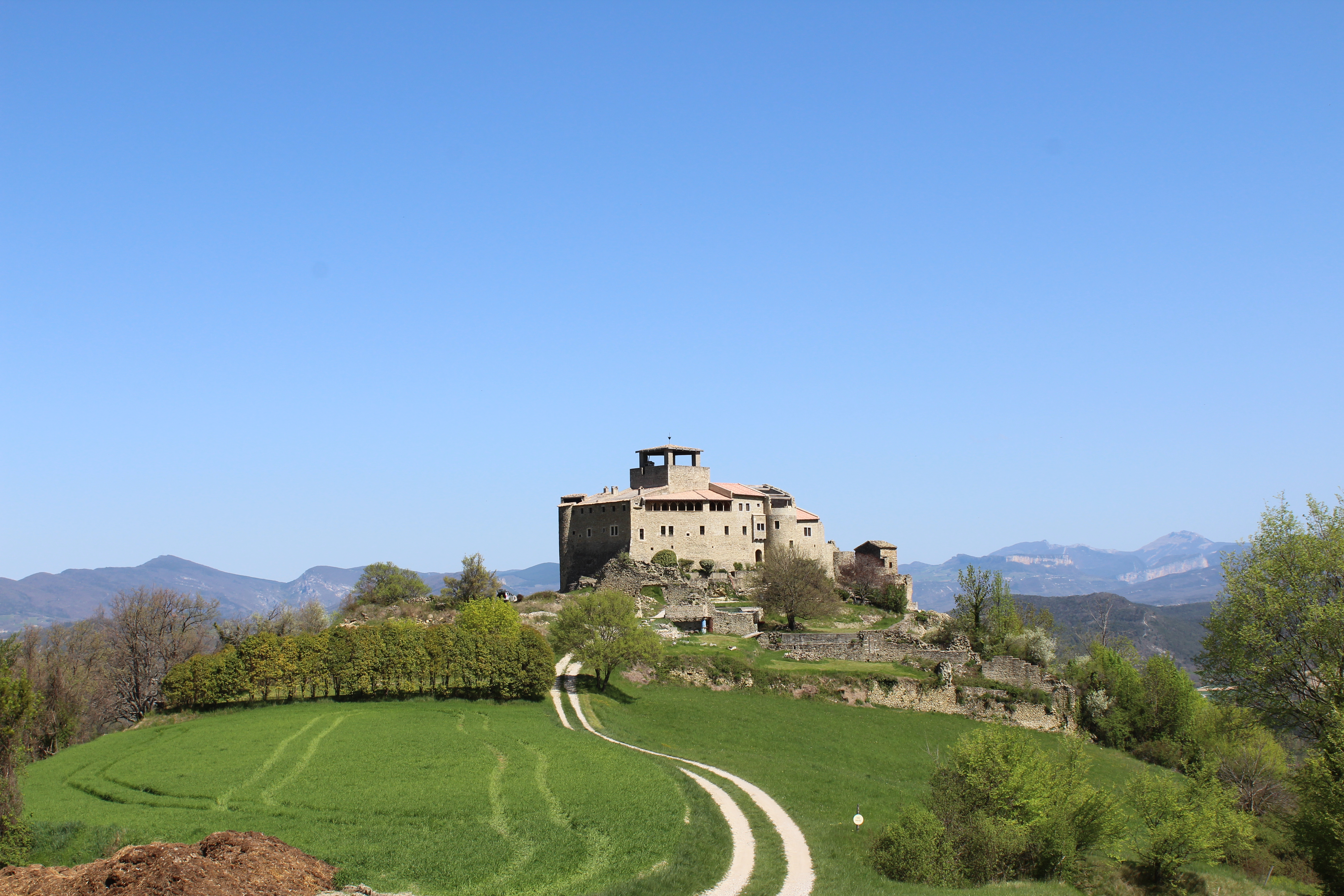
Château de Piégros-la-Clastre.

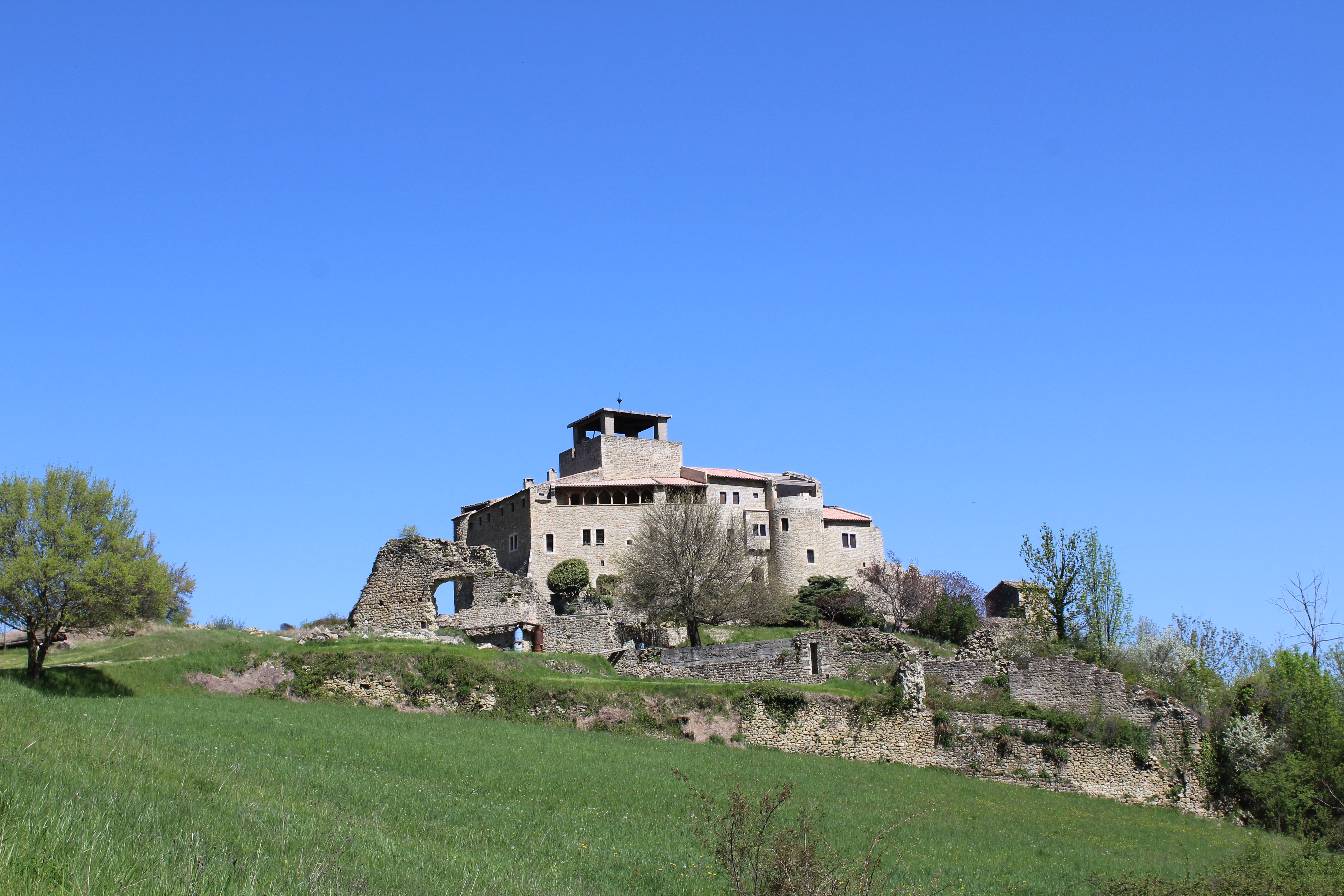
Château de Piégros-la-Clastre.

Le château est situé au village de Piégros où il domine la commune de Piégros-la-Clastre.
À l'origine le château se composait d'une cour perchée, d'un donjon, d'un bâtiment qui accueillait les domestiques, les gens d'armes et les chevaux.
Il y avait également l'église Saint-André, qui fut l'église paroissiale jusqu'en 1802. Actuellement, il ne subsiste de l'église que des vestiges de la muraille et le clocher et l'une des deux cloches installées en 1640.
Lors des guerres de Religion du XVIe siècle le château est partiellement ruiné.
Il est racheté en 1969 par l'actuel propriétaire, monsieur Claude Huot[réf. nécessaire].

#### La Clastre: l'église romane Notre-Dame

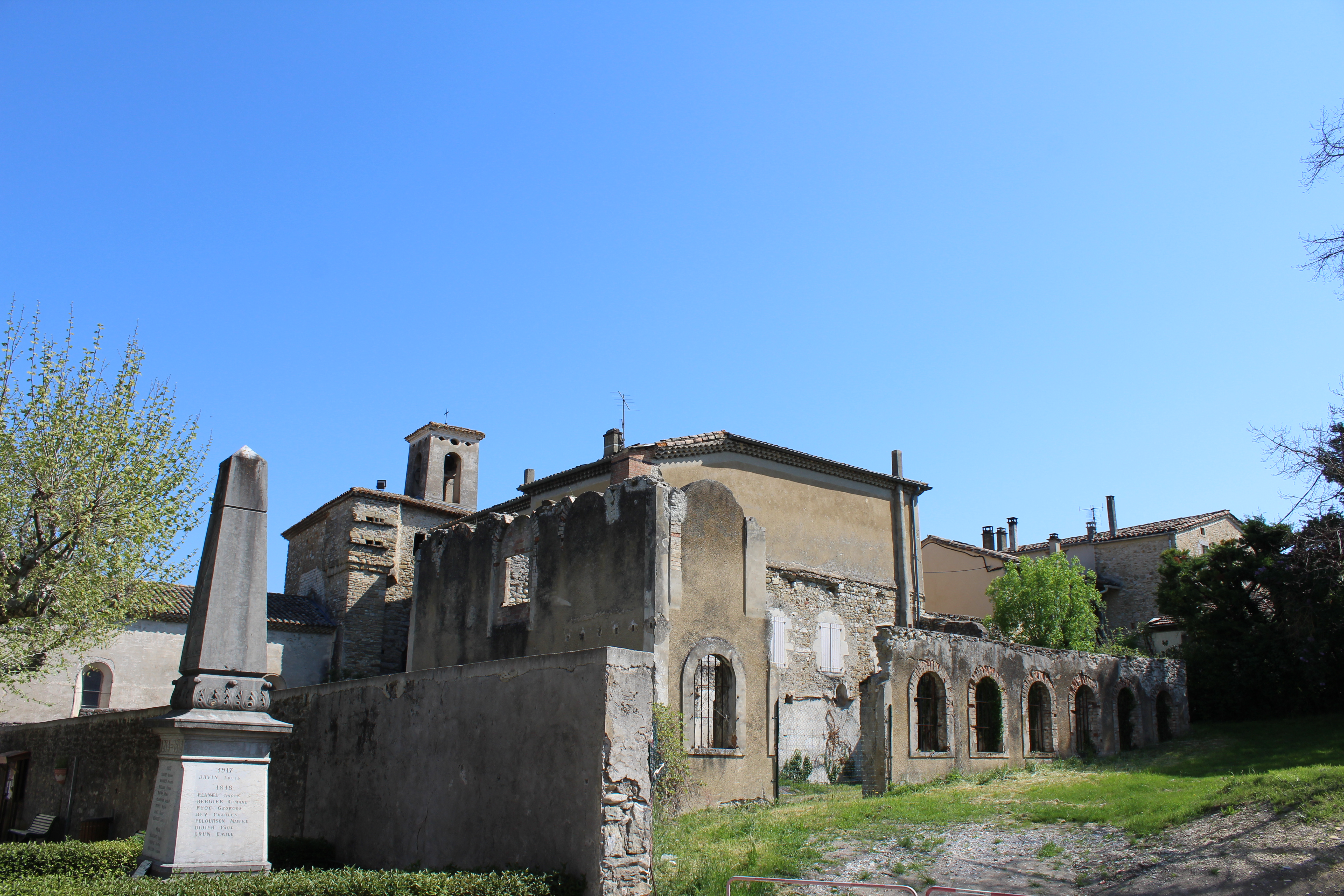
Église et monastère de la commune.

Si l'établissement n'est mentionné dans les textes que depuis 1165, sa fondation est probablement plus ancienne. Les religieux étaient descendus dans la plaine et avaient édifié une église en un lieu qui tirera précisément son nom — La Clastre (« le cloître ») — de la présence d'un monastère. Des chanoines partageaient leur année entre La Clastre et la chapelle Saint-Médard. L'église n'avait plus de clocher en 1598 après les guerres de Religion.
Elle est agrandie entre 1868 et 1871, restaurée entre 1968 et 1971, illuminée depuis 1990 ; sa toiture a été refaite en 1991[réf. nécessaire].
- Église du XVIe siècle : abside à chapiteaux[44].

#### Saint-Médard
- Ruines du château féodal de Saint-Médard (à 500 mètres de la chapelle)[réf. nécessaire].
- Le monastère :

En 1165, le site de Saint-Médard, dans la partie montagneuse de Piégros-la-Clastre, est choisi pour la construction d'un monastère. Il est d'abord habité par des chanoines de Saint-Augustin qui redescendent pendant l'hiver au monastère attenant à l'église de la Clastre dans le village[réf. nécessaire].
En 1304, le pape Benoît XI donne le monastère à l'abbaye de Saint-Antoine-en-Viennois. Occupé par les antonins, mi-clercs, mi-mendiants, le monastère est utilisé comme hôpital pour les malades de la lèpre et du « mal des ardents » (ou ergotisme)[réf. nécessaire].
Le XVe siècle marque le déclin du monastère avec une diminution du nombre de moines et des revenus faisant vivre le monastère[réf. nécessaire].
Au XVIIIe siècle, le site devient une simple exploitation agricole[réf. nécessaire].
Dans le cadre des chantiers internationaux Jeunesse et reconstruction, le monastère est restauré de 1988 à 1995[réf. nécessaire].
Dans les vestiges du monastère, on trouve une voûte en berceau brisé.
- La chapelle :

En partant du monastère, un chemin mène à la chapelle Saint-Médard qui culmine à 858 mètres d'altitude. Elle offre une vue panoramique sur la vallée de la Drôme et sur la forêt de Saou[réf. nécessaire].
Endommagée par la foudre en 2004, la chapelle fait l'objet de travaux de restauration au début de 2005[réf. nécessaire]. Un pèlerinage s'y déroule le lundi de Pentecôte.

### Personnalités liées à la commune
- Guillaume Bonnafond, coureur cycliste professionnel dans l'équipe de Cofidis[réf. nécessaire].
- Arnaud Dorier, rugbyman professionnel au stade Rochelais[réf. nécessaire].

### Héraldique, logotype et devise
|  | Piégros-la-Clastre possède des armoiries dont l'origine et le blasonnement exact ne sont pas disponibles. |